# James Charles McGuigan

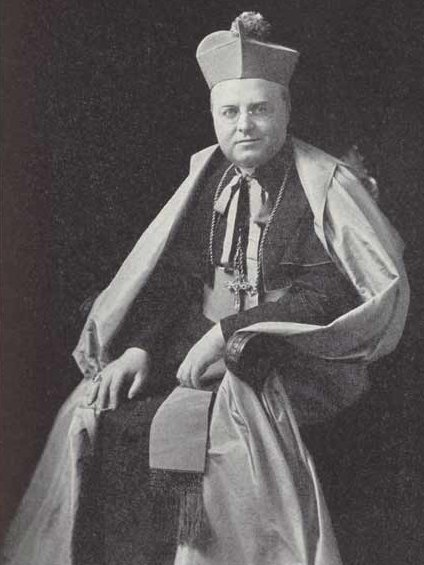
Erzbischof James Charles McGuigan (1939)

Kardinalswappen McGuigans

James Charles Kardinal McGuigan (* 26. November 1894 in Hunter River in Kanada; † 6. April 1974 in Toronto) war Erzbischof von Toronto.

## Leben
James Charles McGuigan studierte in Charlottetown, Québec und Washington, promovierte im Jahre 1918 zum Doktor der Theologie und empfing im gleichen Jahr das Sakrament der Priesterweihe. Anschließend arbeitete er als Sekretär des Bischofs von Charlottetown und Dozent an der Saint Dunstan’s University. Von 1920 bis 1922 war er Sekretär des Erzbischofs von Edmonton, von 1923 bis 1930 Generalvikar der Erzdiözese Edmonton. 1927 erhielt er die Ernennung zum Apostolischen Protonotar, ab 1927 leitete er als Rektor das Saint Joseph’s Seminary. Darüber hinaus arbeitete er als Seelsorger in verschiedenen Gemeinden des Bistums.
Am 30. Januar 1930 ernannte ihn Papst Pius XI. zum Erzbischof von Regina. Die Bischofsweihe spendete ihm der Erzbischof von Edmonton, Henry Joseph O’Leary, am 15. Mai desselben Jahres, Mitkonsekratoren waren der Erzbischof von Saint-Boniface, Arthur Béliveau, und der Bischof von Calgary, John Thomas Kidd. Die Amtseinführung im Erzbistum Regina fand sechs Tage später statt.
Am 22. Dezember 1934 wurde er zum Erzbischof von Toronto ernannt. Papst Pius XII. nahm James Charles McGuigan im Konsistorium am 18. Februar 1946 als Kardinalpriester mit der Titelkirche Santa Maria del Popolo in das Kardinalskollegium auf. Damit war er der erste Englisch sprechende Kardinal Kanadas.
McGuigan nahm an den Konklaven von 1958 und 1963 teil. Als Konzilsvater nahm er an den ersten drei Sitzungsperioden des Zweiten Vatikanischen Konzils teil.
Papst Paul VI. nahm am 30. März 1971 seinen Rücktritt aus Altersgründen an. James Charles McGuigan starb am 6. April 1974 in Toronto und wurde in der Priestergruft des St. Augustine’s Priesterseminars beigesetzt.